# カトリック解放
カトリック解放、またはカトリック教徒解放（英: Catholic emancipation, Catholic relief）は、18世紀後半から19世紀初頭にかけてグレートブリテン王国において起こった、ローマ・カトリック教徒にかけられた多くの制約を減らし、取り除こうとする運動である。当時カトリック教徒にかけられていた制約は、礼拝統一法、審査法、宗教刑罰法によるものであった。教皇の世俗、宗教上の権力や、化体説を破棄（否定）させようとする要求は、カトリック教徒たちにとてつもない負担をかけていた。
1776年1月14日、イングランドとアイルランドの王であったジェームズ2世（スコットランドにおけるジェームズ7世）の息子であり、1701年からイングランド、スコットランド、アイルランドの王位僭称者であったジェームズ・フランシス・エドワード・ステュアートが没した。以来、歴代の教皇たちはハノーヴァー家をイングランド、スコットランド、アイルランドの合法的な支配者とみなすようになる。ハノーヴァー家が権力を得てから52年経った後に、宗教刑罰法の廃止が始まっていった。その中で最も重要な施策は1829年カトリック教徒救済法であり、イギリスのカトリック教徒から現実的な制約を取り除くというものだった。

## 初期における救済
1763年以来ブリテン人の国となったカナダでは、1774年ケベック法によりカトリック教徒の負担がいくらか解消された。このことをうけて、13の植民地の議会において議論が巻き起こった。
グレートブリテン王国で、またアイルランドでは別個で、カトリック教徒法と呼ばれる最初の救済法が1778年可決された。これは、王位へのステュアートの要求と教皇の民事司法権を破棄することを条件として、カトリック教徒に所有権、土地の相続、また軍隊への参加を許可するものであった。この法律に対する反応は、1779年のスコットランドにおける暴動、またその後ロンドンで1780年6月2日に起こったゴードン暴動へとつながっていった。
1782年、カトリック学校の設立と司教の存在を許可する法律によって救済がより進んだ。また1792～93年にアイルランド議会で1791年英国カトリック教徒救済法が採択された。その当時選挙の参政権は財産によって決定づけられたので、この救済は、年間2ポンドの賃貸価値のある土地を所有するカトリック教徒に票を与えることとなった。彼らはまた、自分たちがこれまで除外されてきた、法曹や大陪審、大学構成員や下級兵士に下級裁判官などといったミドルクラスの職業へと参入し始めた。

## アイルランドと1800年連合法
1800年、グレートブリテン王国とアイルランド間の連合法が作られ、グレートブリテンおよびアイルランド連合王国が誕生した。またその年、より広範囲にわたる政治的解放の公布が検討された。しかし連合に対して、アイルランドの強大になりつつあるプロテスタント勢力を敵にまわすことになるという理由から、その公布は法律の本文には含まれなかった 。非国教徒たちは当時差別に苦しんでいたが、それは英国全体におけるカトリック教徒の少なさを考えると、想像に難くない結果であった。
首相であるウィリアム・ピット（小）は、法律に伴って解放を行うと約束していた。しかし、その段階に向けたさらなる処置は全く行われなかった。理由の一つとして、そのことによって戴冠制約に違反することになると国王ジョージ3世が考えたことが挙げられる。国王が反対姿勢をとっているということがわかると、ピットは辞職し、彼の公約は果たされなかった。その後、カトリック教徒解放は、重要な政治的問題というよりはむしろ論争の的となっていった。
英国の兵士として務めるアイルランドのカトリック教徒が増えたことは、1811年に軍隊がカトリック教徒の兵士たちに自由な信仰を与えることにつながった。ナポレオン戦争における彼らの活躍は、ウェリントン公爵が行った解放への援助の一助となっていたのかもしれない。

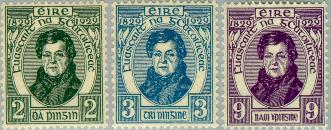
1929年に発行されたアイルランドの最初の記念切手。1829年カトリック教徒救済法を、ダニエル・オコンネルの肖像を載せて記念している。

## 1820年代における発展
1823年、ダニエル・オコンネルはカトリック協会を設立することによって、カトリック教徒解放に向けて運動を開始した。1828年、彼はイギリスの庶民院の議席を得ることは不可能だったにもかかわらず、アイルランドのクレア県の選挙に出馬し、見事当選してみせた。彼はこの偉業を1829年にも繰り返した。
オコンネルの巧妙な手段も重要だったが、決定的な転機は、イギリスの世論がカトリック教徒解放に賛成する方向に傾いたことであった。政治家たちは世論がいかに大切かということを理解していたのである。彼らは、貴族院のホイッグ党やグレンヴィル卿（1759年 - 1834年）の弟子たちが法案に対して強力な援助をしたことに強い影響を受けた。20年間にわたって新聞や選挙で述べられていくうちに、世論の力はどんどん強くなっていった。そうしてついに、最初は庶民院で、続いて貴族院において宗教的な偏見と王権との不和に打ち勝ったのである。1807年よりも後に当選した議員たちは、1人の例外を除いて、全員カトリック教徒解放に対する支持を表明した。しかし、世論が解放の方向へ向かっていたにもかかわらず、貴族院での投票は一貫して振るわない結果となっていた。これは一つに、王自身が反対していたことによる。その中で、1828年から1829年の間に、突然貴族院での意見の均衡は世論の方向へ変化した。彼らが特に恐れたのはイングランド国内における宗教戦争の勃発であった。1828年、サクラメント審査法によって、特定の公務員は国教会の一員でなければならないとする障壁が取り除かれることとなった。

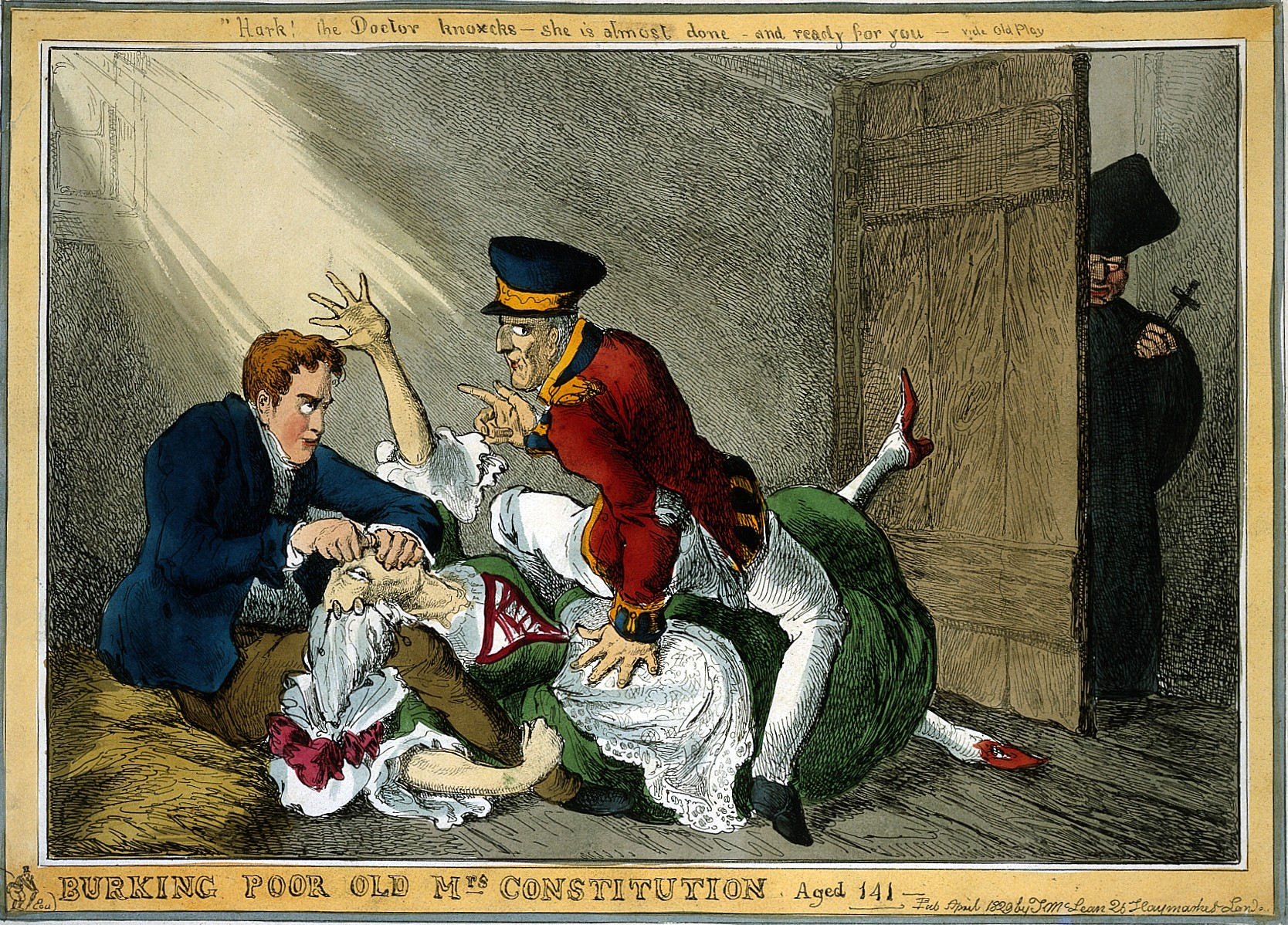
ウィリアム・ハムによる風刺画。憲法を変更しカトリック教徒解放の法律を通したウェリントンとピールを批判している。絵の下敷きになっているのは、解剖学の教授に自分たちで殺した遺体を売って金を稼いでいた二人組の事件、エディンバラで実際にあった犯罪バークとヘア連続殺人事件を元にしている。軍服姿のウェリントンともう片方のピールは殺人犯の二人組、口を塞がれている女性は憲法、ドアの影で(憲法の)遺体を待ち受ける教授がカトリックの司祭、という構図になっている。

最終的にウェリントン公爵とロバート・ピール卿は立場を変えることになり、1829年ローマカトリック教徒救済法を可決した。この法律はグレートブリテンおよびアイルランド連合王国において、残存していた多くのカトリック教徒に対する実質的な制約を取り除くものであった。しかしながら同時に、選挙投票の資格を得るのに必要な最低限の資産が増加し、賃貸価値として年間40シリング（2ポンド）から10ポンドへと値上がりした。当時は投票する資格を持つ人々の数は減少することとなったが、その後1832年の選挙制度改革法に続いて、必要最低限となる財産は再び下げられていった。カトリック教徒救済法における大多数の受益者は中流階級のカトリック教徒であり、彼らは高級公務員や司法といった職業に就くことができるようになった。そのため、1829年はグレートブリテン王国とアイルランドにおけるカトリック教徒解放の最も重要な時期として、一般に認知されている。
しかし、10分の1税をアイルランド国教会に支払う義務は残っており、1830年代の10分の1税戦争を引き起こすこととなった。また多くの細かな制約も残っていたため、一連のさらなる改革が後に導入された。

## 1701年と1705年における王位継承法
1701年王位継承法と1689年権利の章典は、いまだにカトリック教徒に対して差別を行っていた絶対君主制を禁止するという条項を含んでいた。権利の章典は新たな君主に対し、プロテスタント信仰を維持するという戴冠式宣誓を誓わせ、また以下のように明記している。
...カトリックの君主がプロテスタントの王国を統治したならば、王国の安全面、幸福面において矛盾が生まれることは経験からわかっていることである。
1701年王位継承法はさらに、継承権者をハノーヴァー家のゾフィーの血筋に限定し、以下のことを行ってはならないと定めた。その内容は、「カトリックを信仰すること」「カトリック教徒と結婚すること」「教皇庁あるいはローマ教会と和解したり聖体拝領にあずかること」であった。
そのため、法律によってカトリック教徒である継承者が、王位を相続するために自分の宗教上の忠誠を変えるかどうか選択できるようになった。ローマ教皇が1766年1月にハノーヴァー家を王家とみなすようになって以来、王の直系の近親である継承権保持者でいながらカトリック教徒である者は誰もおらず、それによって法律に禁止される者もいなかった。カトリック教徒の跡継ぎとなる可能性がある者と遠縁であった多くの人々は、イギリス王位の後継者の序列に組み込まれている。

## 政治的な結果
アイルランドの1771年から1829年における自由主義改革は、非常に緩慢なものであり、後に辛苦をもたらすこととなった。その辛苦は最近までアイルランドのナショナリズムを根底から支えていた。オコンネルは1829年における初期の偉業から間もなく、1830年代から1840年代におよぶことになる英国・アイルランド合併撤回運動（リピール運動）を開始した。その運動は1800年連合法の廃止を願ったものであったが、その願いが通ることはなかった。

## ヨーロッパにおける類似改革
1790年から1801年のフランスでの非キリスト教化、1870年代のドイツでのアンチ・カトリック文化闘争、ユダヤ人解放の進展など、これらの出来事は、ヨーロッパ全体で宗教の容認に対する興味深い類似現象が起きたことを表している。一方で、アイルランドのプロテスタントたちの意見は、将来の政治においてカトリック教徒が与える影響の可能性に大きく揺るがされることとなった。このことは、「地方自治はローマの統治のもとにある」と主張するオレンジ党による、同じく長期間続いていく抵抗運動をもたらす結果となった。教皇領においても同様に、自由権がもたらされるのには時間がかかった。また、モルターラ事件などの広く報道された事例は、1860年代のアメリカとイギリスにおける自由主義者たちの関心の的であった。

## カナダにおけるカトリック教徒解放
ケベックにおいては、カトリック教徒は自分の信仰を非難する就任宣誓なしで植民地の立法府に務めることができるなど、かなり大きな宗教上の自由を持っていた。一方で、イギリスの英領カナダの立法業務にカトリック教徒が携わることは1823年まで禁止されていたか、制約がかけられていた。1823年は、ノバスコシア州の立法議会にローレンス・カバナが選出された年であった。彼はケープブレトン島の初の代表として、またカナダの立法府に務める初の英語を話すカトリック教徒として選出されることとなった。

## ニューファンドランドにおけるカトリック教徒解放
ニューファンドランドでのカトリック教徒の解放はアイルランドよりも進展が遅く、この問題は立法府の多方面にわたる争いに重大な影響を与えた。ニューファンドランドには、おおよそ最初の入植のときからかなりのカトリック教徒が住んでいたが、この理由は大部分がジョージ・カルバートによるものである。彼は最初のボルティモア男爵で、ニューファンドランドのアバロン半島に位置するアバロン州の創立所有者である。1625年にカトリック教に改宗してから、カルバートはアバロンに移住し、当時迫害を受けていた信仰を共にする者たちの避難所をその植民地に作ろうとした。しかしながら、最終的にニューファンドランドも、メリーランド州にあるカルバートの他の植民地のように彼らでは制御ができなくなってしまった。そうしてそこに住んでいたカトリック教徒たちも、イギリス統治下におかれた他の場所と本質的に変わらない宗教的制約を受けることになった。1770年から1800年において、ニューファンドランドの知事はカトリック教徒にかけられている制約を緩めようとし、フランスやアイルランドの宗教施設を設立することを許可した。1786年、ウィリアム・ヘンリー王子（後の国王ウィリアム4世）はセントジョンズを訪れ、「ここには一人のプロテスタントに対して10人のカトリック教徒がいる」と記した。また、王子はこの相当な多数派に対して、早期の法令緩和に逆らう方向に働きかけた。

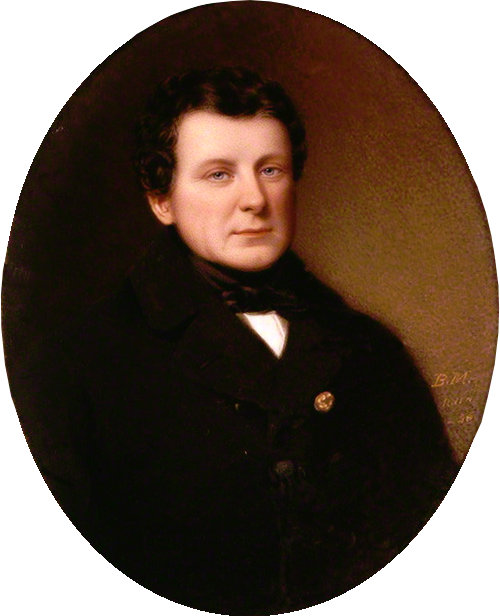
ダニエル・オコンネル

1829年5月、カトリック教徒解放の知らせがニューファンドランドに届くと、5月21日を記念日とする宣言がなされた。セントジョンズではパレードと大規模な感謝祭が礼拝堂で開かれ、アイルランド慈善協会やカトリックの職工協会が参加した。港の大型船は旗を掲げ、礼砲を打ち上げた。
多くの人々は、もうカトリック教徒が公職に就くことを邪魔されることはなく、そしてプロテスタントたちと同等にすごすことができると信じていた。しかし1829年12月17日、司法長官と最高裁判官は、カトリック教徒救済法はニューファンドランドに適用されないと判決を下した。その理由は、植民地であり、グレートブリテンおよびアイルランド連合王国の一部ではないニューファンドランドで、それまで適用されたこともなかった救済法によって、全ての法律が破棄されてしまうため、ということであった。知事たちの権限は国王の大権によって認められ、イギリス議会の法律制定法によるものではなかった。そのためニューファンドランドでは、残っていたカトリック教徒に対する現地の差別規制をそのままにしておく他なかったのである。
1829年12月28日、セントジョンズにあるカトリック礼拝堂はカトリック教徒解放に向けた会議でごった返した。ニューファンドランドにおけるカトリック教徒の、ブリテンの臣民としての全権利を求める請願は、オコンネルからイギリス議会へ送られた。イギリス政府がカトリック教徒解放を認めなかったことで、ニューファンドランドの改革者たちによる、植民地立法府に対するせっつくような要求が繰り返されることとなった。これは以前のどんな事件や規制よりも多く続いた。ロンドンでは急を要した対応は全くとられなかったが、ニューファンドランドの問題は、その時にはもうイギリス植民省の目前に迫っていた。1832年の5月になって初めて、イギリスの植民地長官は、新たな権限がコクラン知事に付与され、ニューファンドランドのカトリック教徒に対するあらゆる不利益を取り除くことを正式に発表した。

## カトリック教徒解放につながる関連事項
- 火薬陰謀事件（1605年 – 1606年）
- 1605年　国教忌避カトリック法
- 1673年　審査法
- 1689年　権利の章典
- 1800年　連合法
- 1828年　審査法廃止

組織：
- トーリー党過激派